# Puchar Niemiec w piłce nożnej (1961/1962)
Puchar Niemiec w piłce nożnej mężczyzn 1961/1962 – 19. edycja rozgrywek mających na celu wyłonienie zdobywcy Pucharu Niemiec, który uzyskał tym samym prawo gry w kwalifikacjach Pucharu Zdobywców Pucharów (1962/1963). Tym razem trofeum wywalczył 1. FC Nürnberg. Finał został rozegrany na Niedersachsenstadion w Hanowerze.

## Plan rozgrywek
Rozgrywki szczebla centralnego składały się z 4 części:
- Runda 1: 28 lipca 1962
- Ćwierćfinał: 8-15 sierpnia 1962
- Półfinał: 22-24 sierpnia 1962
- Finał: 29 sierpnia 1962 roku na Niedersachsenstadion w Hanowerze

## Pierwsza runda
Mecze rozegrano 28 lipca 1962 roku.
| Drużyna 1           | Wynik | Drużyna 2               |
| ------------------- | ----- | ----------------------- |
| VfV Hildesheim      | 3:2   | Westfalia Herne         |
| Holstein Kilonia    | 3:4   | FC Schalke 04           |
| 1. FSV Mainz 05     | 0:5   | 1. FC Köln              |
| Fortuna Düsseldorf  | 2:1   | Sportfreunde Lebenstedt |
| TSV 1860 Monachium  | 6:1   | Hessen Kassel           |
| 1. FC Saarbrücken   | 4:1   | Eintracht Brunszwik     |
| Saar 05 Saarbrücken | 0:3   | 1. FC Nürnberg          |
| Eintracht Frankfurt | 1:0   | Tasmania 1900 Berlin    |

## Ćwierćfinały
Mecze rozegrano 8 i 15 sierpnia 1962 roku.
| Drużyna 1         | Wynik      | Drużyna 2           |
| ----------------- | ---------- | ------------------- |
| 1. FC Nürnberg    | 11:0       | VfV Hildesheim      |
| 1. FC Saarbrücken | 2:2 (dog.) | Fortuna Düsseldorf  |
| FC Schalke 04     | 4:2        | TSV 1860 Monachium  |
| 1. FC Köln        | 1:2 (dog.) | Eintracht Frankfurt |

### Mecze powtórzone
| Drużyna 1          | Wynik | Drużyna 2         |
| ------------------ | ----- | ----------------- |
| Fortuna Düsseldorf | 2:1   | 1. FC Saarbrücken |

## Półfinały
Mecze rozegrano 22 i 24 sierpnia 1962 roku.
| Drużyna 1          | Wynik | Drużyna 2           |
| ------------------ | ----- | ------------------- |
| 1. FC Nürnberg     | 4:2   | Eintracht Frankfurt |
| Fortuna Düsseldorf | 3:2   | FC Schalke 04       |

## Finał
| 29 sierpnia 1962 17:30 CEST | 1. FC Nürnberg · Haseneder 71' · Wild 93' | 2:1 (Dogrywka)0:0Raport | Fortuna Düsseldorf · 58' Wolfframm | Niedersachsenstadion, Hanower Widzów: 41 000 Sędzia: Rolf Seekamp (Brema) |
|                             |                                           |                         |                                    |                                                                           |

| 1. FC Nürnberg:  |   |                     |
|                  |   |                     |
| BR               | 1 | Roland Wabra        |
| OB               |   | Paul Derbfuß        |
| OB               |   | Helmut Hilpert      |
| PO               |   | Gustav Flachenecker |
| PO               |   | Ferdinand Wenauer   |
| PO               |   | Stefan Reisch       |
| NA               |   | Kurt Dachlauer      |
| NA               |   | Kurt Haseneder      |
| NA               |   | Heinz Strehl        |
| NA               |   | Tasso Wild          |
| NA               |   | Richard Albrecht    |
| Trener:          |   |                     |
| Herbert Widmayer |   |                     |

| FORTUNA DÜSSELDORF: |   |                       |
|                     |   |                       |
| BR                  | 1 | Horst Zimmermann      |
| OB                  |   | Franz-Josef Wolfframm |
| OB                  |   | Hans Erwin Volberg    |
| PO                  |   | Werner Vigna          |
| PO                  |   | Karl Hoffmann         |
| PO                  |   | Albert Görtz          |
| NA                  |   | Manfred Krafft        |
| NA                  |   | Hermann Straschitz    |
| NA                  |   | Bernhard Steffen      |
| NA                  |   | Peter Meyer           |
| NA                  |   | Hilmar Hoffer         |
| Trener:             |   |                       |
| Jupp Derwall        |   |                       |

| Puchar Niemiec w piłce nożnej 1961–1962 Zwycięzcy |
| ------------------------------------------------- |
| 1. FC Nürnberg 3. Tytuł                           |